# Zápas na Letních olympijských hrách 1972 – muži, volný styl do 62 kg
Zápas ve volném stylu ve váhové kategorii do 62 kg na Letních olympijských hrách 1972 v Mnichově probíhal od 27. do 31. srpna. O medaile se utkalo 26 zápasníků.

## Turnajové výsledky
Byl použit systém eliminace zápornými body. Zápasník, který nasbíral 6 negativních bodů, byl vyřazen z dalších bojů. Když zůstali v turnaji poslední tři, rozhodlo o jejich konečném pořadí speciální finálové kolo. 
Legenda
- DNA — Nenastoupil
- TPP — Celkem trestných bodů
- MPP — Trestných bodů v zápase

Penalizace
- 0 — Lopatkové vítězství, vítězství pro pasivitu, zranění, nebo diskvalifikaci protivníka
- 0.5 — Vítězství pro technickou převahu
- 1 — Vítězství na body
- 2 — Remíza
- 2.5 — Remíza, pasivita
- 3 — Prohra na body
- 3.5 — Prohra pro technickou převahu soupeře
- 4 — Lopatková prohra, prohra z důvodu pasivity, zranění, nebo diskvalifikace

### Kolo 1
| TPP | MPP |                               | Time |                                 | MPP | TPP |
| --- | --- | ----------------------------- | ---- | ------------------------------- | --- | --- |
| 0   | 0   | Petre Coman (ROU)             | 2:52 | Carlos Hurtado (PER)            | 4   | 4   |
| 3.5 | 3.5 | Kenneth Dawes (GBR)           |      | Patrick Bolger (CAN)            | 0.5 | 0.5 |
| 4   | 4   | László Szabó (HUN)            | 7:00 | Jorma Liimatainen (FIN)         | 0   | 0   |
| 4   | 4   | Eliseo Salugta (PHI)          | 0:24 | Ivan Krastev (BUL)              | 0   | 0   |
| 4   | 4   | Orlando Gonçalves (POR)       | 2:35 | Vehbi Akdağ (TUR)               | 0   | 0   |
| 3   | 3   | Zdzisław Stolarski (POL)      |      | Satpal Singh (IND)              | 1   | 1   |
| 1   | 1   | Théodule Toulotte (FRA)       |      | Vicente Martínez (MEX)          | 3   | 3   |
| 0   | 0   | Joseph Burge (GUA)            | 2:56 | Panagiotis Koutsoupakis (GRE)   | 4   | 4   |
| 0.5 | 0.5 | Shamseddin Seyed-Abbasi (IRI) |      | Stanislav Tůma (zápasník) (TCH) | 3.5 | 3.5 |
| 1   | 1   | José Ramos (CUB)              |      | Gerhard Weisenberger (FRG)      | 3   | 3   |
| 0.5 | 0.5 | Kijoši Abe (JPN)              |      | Ahmad Djan (AFG)                | 3.5 | 3.5 |
| 0   | 0   | Gene Davis (USA)              | 7:36 | Zevegiin Oidov (MGL)            | 4   | 4   |
| 3.5 | 3.5 | Jakob Tanner (SUI)            |      | Zagalav Abdulbekov (URS)        | 0.5 | 0.5 |

### Kolo 2
| TPP | MPP |                                 | Time |                               | MPP | TPP |
| --- | --- | ------------------------------- | ---- | ----------------------------- | --- | --- |
| 0   | 0   | Petre Coman (ROU)               | 2:09 | Kenneth Dawes (GBR)           | 4   | 7.5 |
| 8   | 4   | Carlos Hurtado (PER)            | 7:34 | Patrick Bolger (CAN)          | 0   | 0.5 |
| 4   | 0   | László Szabó (HUN)              | 1:18 | Eliseo Salugta (PHI)          | 4   | 8   |
| 3   | 3   | Jorma Liimatainen (FIN)         |      | Ivan Krastev (BUL)            | 1   | 1   |
| 8   | 4   | Orlando Gonçalves (POR)         | 5:27 | Zdzisław Stolarski (POL)      | 0   | 3   |
| 0   | 0   | Vehbi Akdağ (TUR)               | 7:26 | Satpal Singh (IND)            | 4   | 5   |
| 4   | 3   | Théodule Toulotte (FRA)         |      | Joseph Burge (GUA)            | 1   | 1   |
| 6   | 3   | Vicente Martínez (MEX)          |      | Panagiotis Koutsoupakis (GRE) | 1   | 5   |
| 1.5 | 1   | Shamseddin Seyed-Abbasi (IRI)   |      | José Ramos (CUB)              | 3   | 4   |
| 6.5 | 3   | Stanislav Tůma (zápasník) (TCH) |      | Gerhard Weisenberger (FRG)    | 1   | 4   |
| 1   | 0.5 | Kijoši Abe (JPN)                |      | Gene Davis (USA)              | 3.5 | 3.5 |
| 4.5 | 1   | Ahmad Djan (AFG)                |      | Jakob Tanner (SUI)            | 3   | 6.5 |
| 8   | 4   | Zevegiin Oidov (MGL)            | 2:19 | Zagalav Abdulbekov (URS)      | 0   | 0.5 |

### Kolo 3
| TPP | MPP |                               | Time |                               | MPP | TPP |
| --- | --- | ----------------------------- | ---- | ----------------------------- | --- | --- |
| 0   | 0   | Petre Coman (ROU)             | 8:45 | Patrick Bolger (CAN)          | 4   | 4.5 |
| 7   | 3   | László Szabó (HUN)            |      | Ivan Krastev (BUL)            | 1   | 2   |
| 6   | 3   | Jorma Liimatainen (FIN)       |      | Vehbi Akdağ (TUR)             | 1   | 1   |
| 6   | 3   | Zdzisław Stolarski (POL)      |      | Théodule Toulotte (FRA)       | 1   | 5   |
| 8   | 3   | Satpal Singh (IND)            |      | Joseph Burge (GUA)            | 1   | 2   |
| 8.5 | 3.5 | Panagiotis Koutsoupakis (GRE) |      | Shamseddin Seyed-Abbasi (IRI) | 0.5 | 2   |
| 8   | 4   | José Ramos (CUB)              | 4:12 | Kijoši Abe (JPN)              | 0   | 1   |
| 5   | 1   | Gerhard Weisenberger (FRG)    |      | Ahmad Djan (AFG)              | 3   | 7.5 |
| 7.5 | 4   | Gene Davis (USA)              | 3:25 | Zagalav Abdulbekov (URS)      | 0   | 0.5 |

### Kolo 4
| TPP | MPP |                         | Time |                               | MPP | TPP |
| --- | --- | ----------------------- | ---- | ----------------------------- | --- | --- |
| 3   | 3   | Petre Coman (ROU)       |      | Ivan Krastev (BUL)            | 1   | 3   |
| 8   | 3.5 | Patrick Bolger (CAN)    |      | Vehbi Akdağ (TUR)             | 0.5 | 1.5 |
| 8.5 | 3.5 | Théodule Toulotte (FRA) |      | Shamseddin Seyed-Abbasi (IRI) | 0.5 | 2.5 |
| 3   | 1   | Joseph Burge (GUA)      |      | Gerhard Weisenberger (FRG)    | 3   | 8   |
| 4   | 3   | Kijoši Abe (JPN)        |      | Zagalav Abdulbekov (URS)      | 1   | 1.5 |

### Kolo 5
| TPP | MPP |                                                  | Time |                    | MPP | TPP |
| --- | --- | ------------------------------------------------ | ---- | ------------------ | --- | --- |
| 6   | 3   | Petre Coman (ROU)                                |      | Vehbi Akdağ (TUR)  | 1   | 2.5 |
| 3   | 0   | [[[Ivan Krastev (zápasník)\|Ivan Krastev]] (BUL) | 8:43 | Joseph Burge (GUA) | 4   | 7   |
| 5.5 | 3   | Shamseddin Seyed-Abbasi (IRI)                    |      | Kijoši Abe (JPN)   | 1   | 5   |
| 1.5 |     | Zagalav Abdulbekov (URS)                         |      | Bye                |     |     |

### Kolo 6
| TPP | MPP |                               | Time |                    | MPP | TPP |
| --- | --- | ----------------------------- | ---- | ------------------ | --- | --- |
| 3.5 | 2   | Zagalav Abdulbekov (URS)      |      | Ivan Krastev (BUL) | 2   | 5   |
| 5.5 | 3   | Vehbi Akdağ (TUR)             |      | Kijoši Abe (JPN)   | 1   | 6   |
| 5.5 |     | Shamseddin Seyed-Abbasi (IRI) |      | DNA                |     |     |

### Finále
Výsledky z předchozích kol se započítávají do finále (žlutě zvýrazněno).
| TPP | MPP |                          | Time |                    | MPP | TPP |
| --- | --- | ------------------------ | ---- | ------------------ | --- | --- |
|     | 2   | Zagalav Abdulbekov (URS) |      | Ivan Krastev (BUL) | 2   |     |
| 2   | 0   | Zagalav Abdulbekov (URS) | 2:57 | Vehbi Akdağ (TUR)  | 4   |     |
| 5   | 3   | Ivan Krastev (BUL)       |      | Vehbi Akdağ (TUR)  | 1   | 5   |

## Finálové pořadí
1. Zagalav Abdulbekov (URS)
2. Vehbi Akdağ (TUR)
3. Ivan Krastev (BUL)
4. Kijoši Abe (JPN)
5. Shamseddin Seyed-Abbasi (IRI)
6. Petre Coman (ROU)
7. Joseph Burge (GUA)